# Abdérazak Hamad
Abdérazak Hamad (født 25. juni 1975) er en algerisk, som i øjeblikket spiller for den franske andendivisions klub Pays d'Aix Université Club Handball. Hamad er en central spiller på algeriets landshold, med han har spillet 101 kampe sammen med i løbet af sin karriere. 
Hamad deltog med håndboldlandsholdet i VM i håndbold 2011 i Sverige.